# 蕭重望
蕭重望（1550年—1620年），字仰卿，號劔斗，貴州思南府籍江西南昌府豐城縣人，明朝政治人物。

## 生平
萬曆十三年（1585年）乙酉科貴州鄉試第一名。萬曆十四年（1586年）聯捷三甲第一百八十二名進士。刑部观政，本年十二月授河南阌乡县知县，十九年十一月調繁祥符縣知縣，二十年十月行取考选雲南道監察御史，二十一年养病。二十六年起補原职，巡按宣大，二十八年巡视東城、北城，二十九年巡视西城、中城，三十年巡按廣東，本来养病。四十年五月贬湖广靖州判官，四十六年升工部虞衡司主事，四十八年升營繕司郎中，管三山，卒于官。

## 家族
曾祖蕭太紋；祖父蕭傅；父蕭亮。前母田氏；母劉氏。慈侍下。弟碩望。